# NGC 3346
NGC 3346 é uma galáxia espiral barrada (SBc) localizada na direcção da constelação de Leo. Possui uma declinação de +14° 52' 20" e uma ascensão recta de 10 horas, 43 minutos e 38,7 segundos.
A galáxia NGC 3346 foi descoberta em 8 de Abril de 1784 por William Herschel.